# Риняно Гарганико
Риня̀но Гарга̀нико (на италиански: Rignano Garganico) е село и община в Южна Италия, провинция Фоджа, регион Пулия. Разположено е на 590 m надморска височина. Населението на общината е 1817 души (1 януари 2023).